# 奥皮多卢卡诺
奥皮多卢卡诺（義大利語：Oppido Lucano），是意大利波坦察省的一个市镇。总面积54平方公里，人口3915人，人口密度72.5人/平方公里（2009年）。ISTAT代码为076056。